# 北岡寿逸
北岡寿逸（きたおか じゅいつ、1894年（明治27年）7月2日 ‐ 1989年（平成元年）6月7日）は、日本の労働官僚・経済学者。國學院大學名誉教授。北岡伸一の大叔父。

## 来歴
奈良県吉野町出身。旧制第一高等学校を経て、1918年（大正7年）東京帝国大学政治科卒業。農商務省に入省し、内務省の外局として社会局が設置されると同事務官に就任した。1929年（昭和4年）社会局労働部監督課長、1936年（昭和11年）国際労働機関（ILO）事務所長などを歴任。1939年（昭和14年）に退官すると同時に、東京帝国大学経済学部教授に着任する。1941年（昭和16年）には住宅営団研究部長・理事に就任する。
戦後は、1946年（昭和21年）経済安定本部第4部長を皮切りに、1948年（昭和23年）東宝取締役・砧(きぬた)撮影所所長を経て、國學院大學政経学部（現・経済学部）教授に就任。1955年（昭和30年）東大教授時代に出版した『失業問題研究』を日本大学に提出し、経済学博士となる。1972年（昭和47年）國學院大學を退職し、同大学名誉教授。他にも自由アジア協会理事長などの役職も歴任した。墓所は多磨霊園。